# دیو متچیک
دیو متچیک (انگلیسی: Dave Metchick؛ زادهٔ ۱۴ اوت ۱۹۴۳) بازیکن فوتبال اهل بریتانیا است.
از باشگاه‌هایی که در آن بازی کرده‌است می‌توان به باشگاه فوتبال آرسنال، باشگاه فوتبال فولام، باشگاه فوتبال لیتون اورینت، باشگاه فوتبال برنتفورد، باشگاه فوتبال پیتربورو یونایتد، و باشگاه فوتبال کویینز پارک رنجرز اشاره کرد.
وی همچنین در تیم ملی فوتبال جوانان انگلستان بازی کرده‌است.